# Kronwald (Gemeinde Bad Hofgastein)
Kronwald ist eine Rotte in der Marktgemeinde Bad Hofgastein im österreichischen Bundesland Salzburg.

## Geografie
Die Rotte Kronwald gehört zur Ortschaft und Katastralgemeinde Bad Hofgastein. Sie liegt etwas oberhalb des Zentrums von Bad Hofgastein. Nördlich der Rotte fließt der Rastötzenbach, ein Zubringer der Gasteiner Ache, und im Süden der Feldinggraben, der über den Heißing-Kanal in die Gasteiner Ache entwässert.

## Geschichte
Im von 1823 bis 1830 erstellten Franziszeischen Kataster sind in der Gegend die Einzelhöfe Kronwald, Mitterkronwald, Grusberg, Schöckl, Ober Grub und Unter Grub verzeichnet. Ein Brand zerstörte 1969 das Zulehen des Grubbauern in Kronwald. Das Feuer war von einem vierjährigen Kind verursacht worden. Der Kronwald-Pass war eine der zahlreichen Krampus-Gruppen („Passen“) des Gasteinertals. Er war 1958 gegründet worden.

## Kultur und Sehenswürdigkeiten
Die Annenkapelle oberhalb von Kronwald steht unter Denkmalschutz. Sie besteht aus Holz, wurde 1801 neu anstelle eines aus 1746 stammenden Bildstocks errichtet und von 1976 bis 1977 renoviert.

## Infrastruktur
Durch Kronwald führt der Gasteiner Höhenweg, ein 1934 errichteter Wanderweg, der die Ortszentren von Bad Hofgastein und Bad Gastein über die Gadaunerer Schlucht verbindet. Nördlich der Siedlung verläuft der Fernwanderweg Zentralalpenweg. Durch Kronwald führt außerdem die mittelschwere Mountainbikestrecke Rastötzen. Der Ort ist über die Bushaltestelle Bad Hofgastein Höhenweg an den öffentlichen Verkehr angeschlossen.